# Joaquín Calvo Sotelo
Joaquín Calvo Sotelo (La Corunya, 5 de març de 1905 - Madrid, 7 d'abril de 1993) va ser un periodista i dramaturg espanyol, germà del polític José Calvo Sotelo.

## Biografia
Fill d'un jutge, Pedro Calvo y Camina, i d'Elisa Sotelo Lafuente, la professió del seu pare va fer que hagués de canviar freqüentment de residència durant la seva infància. Traslladat definitivament a Madrid, Joaquín va estudiar amb els jesuïtes de Chamartín, i després Dret a la Universitat Central. El 1927 va ingressar en el Cos d'Advocats de l'Estat. Com a cronista va escriure principalment a ABC i va recórrer pràcticament tothom, escrivint alguns llibres de viatges com Nueva York en retales o Muerte y resurrección de Alemania. Per un dels articles que figuren en aquest segon volum va rebre el Premi Mariano de Cavia de 1950.
Durant la Guerra Civil Espanyola va haver de refugiar-se en l'ambaixada de Turquia, de la qual va passar a la de Xile, i, per mitjà d'aquesta, va embarcar a Alacant en el destructor de l'Armada Argentina Tucumán en el qual va viatjar a Marsella. Va regentar entre 1933 i 1942 la secretaria general de la Cambra Oficial del Llibre de Madrid, que posteriorment va ser convertida, gràcies al seu esforç, en l'Institut Nacional del Llibre Espanyol, del que es va separar el 1943. Va oferir nombroses conferències a Argentina, Xile, Uruguai, Brasil, Japó. Va ser un escriptor molt popular, i una enquesta de l'Institut de l'Opinió Pública sobre popularitat d'escriptors en els anys cinquanta va assenyalar el seu nom com un dels més coneguts. Va ser membre numerari de la Reial Acadèmia Espanyola, on va ingressar el 1955 amb un discurs sobre El tiempo y su mudanza en el Teatro de Benavente. Va presidir la Societat General d'Autors i Editors entre 1963 i 1969.

## Obra
Bon articulista, com a dramaturg és un fi humorista i un magnífic dibuixant de caràcters, dominador com a pocs de la tècnica teatral. No obstant això, se li atribueix una certa tendència al sermoneig i un llenguatge i una sintaxi massa literàries i un xic rebuscades per resultar naturals.
Sap com fer brollar en el seu teatre la hipocresia moral, el materialisme i les misèries de la mediocre societat burgesa sorgida després del franquisme, perquè és essencialment un moralista. La seva ideologia, conservadora i profundament cristiana, li serveix de vegades per resoldre les seves obres, com en el cas de La Muralla.
Va conrear sobretot la comèdia (Tánger, La visita que no tocó el timbre), el drama de tesi a la manera de Linares Rivas (La muralla, La cárcel infinita, al·legat anticomunista; La ciudad sin Dios, entorn de la necessitat de la religió; Dinero, sobre la hipocresia en l'amistat; Criminal de guerra, sobre vencedors i vençuts en la Segona Guerra Mundial; El jefe, peça de contingut antianarquista que expressa la necessitat social d'un poder establert; Historia de un resentido, peça sobre un escriptor fracassat que pretén mostrar l'existència d'ànimes nobles en el bàndol republicà; La herencia, on es planteja anar oblidant els tràgics esdeveniments del 36) i el drama històric (María Antonieta, Plaza de Oriente, visió de la història d'Espanya des de la Restauració a la Guerra Civil en un to de nacionalisme i sentimentalisme exacerbat; El proceso del arzobispo Carranza, sobre el famós procés de la Inquisició de Felip II contra un erasmista del qual es van beneficiar fonamentalment les arques del rei; El poder, sobre el Renaixement; La pasión de amar, sobre el cisma anglicà des de la perspectiva de Caterina d'Aragó). Va obtenir diversos èxits; el primer va ser Cuando llegue la noche (1943).
El seu baptisme en el teatre va ser el 1932, quan va estrenar la seva obra A la tierra, kilómetros 500.000. A aquesta va seguir a Madrid El rebelde (1934) i El alba sin luz (1937) a Buenos Aires; després, La vida inmóvil (1939), Cuando llegue la noche i La última travesía (1943). La Reial Acadèmia Espanyola el va premiar dues vegades, una amb el premi Piquer de comèdia el 1939 per La vida inmóvil i una altra amb el premi Espinosa i Cortina de 1945 per La cárcel infinita. També va rebre el Premi Nacional de Teatre Benavente durant dos anys consecutius per La visita que no tocó el timbre (1950) i per Criminal de guerra (1952). Per a l'actor Alberto Closas va escriure una trilogia diplomàtica integrada per Una muchachita de Valladolid (1957), Cartas credenciales (1960) i Operación embajada (1962).
El seu major èxit, i a escala internacional, va ser La muralla, una peça de tesi molt polèmica i traduïda a diversos idiomes i representada innombrables vegades batent la marca fins llavors de qualsevol obra representada amb èxit a Espanya, i en la que es tracta el tema dels vencedors i els vençuts en la Guerra Civil. El protagonista, mentre dirigeix un cos de les tropes vencedores, empresona a un notari ric i li promet que no l'afusellarà si fa escriptures a favor seu llegant-li tots els seus béns; així ho fa i no obstant això el notari mor. Temps després, quan gaudeix de la seva nova posició, un metge li revela que només li queden uns mesos de vida, i decideix salvar la seva ànima retornant-ho tot als legítims propietaris i hereus del notari. Però s'alça entorn d'ell una muralla constituïda per la seva família, esposa i fills, als quals els és igual que la seva ànima es condemni i només volen gaudir dels béns que ell els llegarà. Amb això es demostra la hipocresia de les classes burgeses.

## Obres

### Llibres de viatges
- Nueva York en retales
- Muerte y resurrección de Alemania

### Narrativa
- 5 Historias de opositores y 11 historias más. Madrid: Prensa Española, 1968.

### Poesia
- Cuadernos de humor y luto. 1992

### Teatre
- A la tierra, kilómetros 500.000, 1932
- El rebelde, 1934.
- El alba sin luz, 1937.
- La vida inmóvil, 1939.
- ¡Viva lo imposible!, 1939.
- Cuando llegue la noche, 1943.
- La última travesía, 1943.
- La cárcel infinita, 1945.
- El fantasma dormido, 1945.
- Tánger, 1945.
- El jugador de su vida, 1947.
- Plaza de Oriente, 1947.
- La gloria en cuarto menguante, 1947.
- Damián, 1948-1949.
- Historias de una casa, 1948-1949.
- La visita que no tocó el timbre, 1949.
- Nuestros ángeles, 1950.
- Criminal de guerra, 1951.
- María Antonieta, 1952.
- Cuando llegue el día, 1952.
- El jefe, 1953.
- La mariposa y el ingeniero, 1953.
- Milagro en la Plaza del Progreso, 1953.
- La muralla, 1954.
- Historia de un resentido, 1956.
- Una muchachita de Valladolid, 1957.
- La herencia, 1957.
- La ciudad sin Dios, 1957.
- Cartas credenciales, 1960.
- El glorioso soltero, 1960.
- Dinero, 1961.
- Fiesta de caridad, 1961.
- Micaela, 1962.
- Operación embajada, 1962.
- El proceso del arzobispo Carranza, 1964.
- La corona de dalias, 1963.
- La condesa Laurel, 1964.
- El poder, 1965.
- El baño de las ninfas, 1966.
- La amante, 1968.
- El inocente, 1969.
- Una noche bajo la lluvia, 1969.
- El alfil, 1971.
- La pasión de amar, 1990.

### Conferències
- Autopsia de la República. Conferencia pronunciada el día 5 de marzo en el Círculo Balmes de la Casa de Pilatos de Sevilla.. 1961

### Televisió
- La bolsa de las palabras
- La bolsa de los refranes (1977).

Tots dos programes van ser editats com a llibre.